# Tierra Colorada, Zapotitlán Tablas
Tierra Colorada är en ort i Mexiko.   Den ligger i kommunen Zapotitlán Tablas och delstaten Guerrero, i den sydöstra delen av landet, 230 km söder om huvudstaden Mexico City. Tierra Colorada ligger 2 139 meter över havet och antalet invånare är 256.
Terrängen runt Tierra Colorada är huvudsakligen kuperad, men österut är den bergig. Runt Tierra Colorada är det ganska glesbefolkat, med 40 invånare per kvadratkilometer. Närmaste större samhälle är Malinaltepec, 19,0 km sydost om Tierra Colorada. I omgivningarna runt Tierra Colorada växer huvudsakligen savannskog.